# Natalija Semenova
Natalija Fokina-Semenova (ukrainska: Наталія Вікторівна Фокіна-Семенова), född den 7 juli 1982 i Gorlivka i Ukrainska SSR i Sovjetunionen, är en ukrainsk friidrottare som tävlar i diskuskast. 